# تپه چایلی دره
تپه چایلی دره مربوط به هزاره دوم و اول قبل از میلاد - سده‌های اولیه دوران‌های تاریخی پس از اسلام است و در شهرستان مراغه، بخش مرکزی، دهستان سراجوی شمالی، روستای تازه کند قاسم خان واقع شده و این اثر در تاریخ ۲۷ اسفند ۱۳۸۶ با شمارهٔ ثبت ۲۲۲۶۰ به‌عنوان یکی از آثار ملی ایران به ثبت رسیده است.